# Joaquín Mendoza
Joaquín Mendoza, auch bekannt unter dem Spitznamen La Güera, ist ein ehemaliger mexikanischer Fußballtrainer und -spieler. 

## Leben

### Spieler
Mendoza begann seine Profikarriere in der mexikanischen Primera División in der Saison 1967/68 bei Deportivo Toluca und gehörte somit zum Kader der Meistermannschaft, die ihren Titel aus dem Vorjahr erfolgreich verteidigen konnte. 1969 wechselte er zum CF Torreón und zwischen 1972 und 1975 stand er beim CD Zacatepec unter Vertrag.

### Trainer
Nach dem Ende seiner aktiven Laufbahn arbeitete Mendoza mehrere Jahre als Co-Trainer unter Carlos Armando Lara bei CF Laguna (1977/78), Coyotes Neza (1978), Tiburones Rojos Veracruz und Santos Laguna (1984/85). 
1985/86 bekleidete er in Diensten des CF Pachuca erstmals das Amt des Cheftrainers. Zwei Jahre später feierte er seinen größten Triumph als Cheftrainer, als die von ihm trainierten Cobras Ciudad Juárez am Ende der Saison 1987/88 die Zweitligameisterschaft gewannen und den unmittelbaren Wiederaufstieg in die Primera División schafften. Nach dem Aufstieg der Cobras wurde er Assistenztrainer bei Santos Laguna unter Carlos Ortiz und kehrte in der Saison 1991/92 zu den Cobras zurück, die er aber nicht vor dem Abstieg bewahren konnte: von den 22 Spielen unter seiner Leitung wurden nur drei gewonnen, aber elf verloren.
In der Saison 1998/99 trainierte er die Drittligamannschaft von Zitácuaro, mit der er das Aufstiegsfinale gegen die Alacranes de Durango erreichte, aber verlor.

## Erfolge

### Als Spieler
- Mexikanischer Meister: 1967/68

### Als Trainer
- Mexikanischer Zweitligameister: 1987/88